# Hércules Furioso
Hércules Furioso é uma das tragédias escritas pelo filósofo romano estoico Lúcio Aneu Sêneca, perto do fim de sua vida.